# Brightwater
Brightwater – miasto w Nowej Zelandii. Położone w północnej części Wyspy Południowej, w regionie Tasman, 2107 mieszkańców. (dane szacunkowe – styczeń 2010). 30 sierpnia 1871 urodził się tutaj laureat Nagrody Nobla w dziedzinie Chemii Ernest Rutherford.